# Primož Peterka
Primož Peterka (Domžale, 28 febbraio 1979) è un ex saltatore con gli sci sloveno, vincitore di due Coppe del Mondo e di un Torneo dei quattro trampolini.

## Biografia

### Gli inizi
Primož Peterka da bambino abitava a Prikrnica, frazione di Moravče, una cittadina a circa 30 km da Lubiana. Iniziò a praticare il salto con gli sci, uno degli sport invernali più popolari tra gli sloveni, sul piccolo trampolino Cicelj K58 che sorgeva vicino alla scuola di Moravče. Qualche anno dopo si iscrisse allo sci club Triglav di Kranj, la città dove frequentava la scuola superiore.
L'esordio in Coppa del Mondo avvenne il 4 gennaio 1996 a Innsbruck, nella terza tappa del Torneo dei quattro trampolini. Peterka partecipò alla gara in sostituzione di un compagno di squadra, e stupì tutti ottenendo l'ottavo posto finale su 50 concorrenti. Nelle gare successive continuò a fornire prestazioni di alto livello, vincendo due gare di Coppa del Mondo a Zakopane (Polonia) il 27 gennaio, suo primo podio, e Falun (Svezia). In classifica generale Peterka fu secondo solo al campione austriaco Andreas Goldberger, che si aggiudicò la Coppa del Mondo a fine stagione. Nel 1996 Peterka partecipò anche ai Mondiali juniores ospitati ad Asiago, vincendo la medaglia d'argento dietro al tedesco Michael Uhrmann.

### Stagioni 1997-1998
Nella stagione successiva 1996-1997, Peterka fu il dominatore della Coppa del Mondo. Vinse il prestigioso Torneo dei quattro trampolini, si aggiudicò sette vittorie in Coppa e a fine stagione conquistò la sfera di cristallo. Ottenne risultati eccellenti anche nel volo con gli sci, la specialità del salto praticata su alcuni trampolini particolarmente lunghi (K185 o oltre). Il 9 febbraio 1997 ottenne la misura di 203 metri sul Kulm (Austria) e diventò così il primo sloveno della storia a volare oltre i 200 metri. La sua misura rimase primato nazionale per poco, battuta circa un mese dopo dal connazionale Goran Janus che saltò 206 metri dal trampolino Letalnica di Planica (Slovenia).
Peterka riuscì a vincere la Coppa del Mondo anche nella stagione successiva, 1997-1998, con quattro vittorie nelle singole gare. Partecipò ai XVIII Giochi olimpici invernali di Nagano 1998, classificandosi quinto nella gara dal trampolino lungo K120, sesto sul trampolino normale K90 e decimo nella gara a squadre.

### Stagioni 1999-2001
Dopo la stagione 1997-1998, il diciannovenne Peterka entrò in una profonda crisi. Caso non raro tra i giovani saltatori, che possono trovarsi impreparati psicologicamente a sopportare la pressione del successo o che faticano ad adeguare la propria tecnica di salto ai cambiamenti dovuti al completamento della crescita fisica. La crisi di Peterka durò circa tre anni, con rapporti travagliati con allenatori e responsabili, e risultati mediocri in gara, senza mai andare a podio. Le note positive di quel periodo vennero dalla vita privata: Peterka andò a vivere a Kranj con la fidanzata Renata Bohic e nel 2001 nacque il loro figlio Maj. La coppia si è sposata nel 2003.
Durante il periodo di crisi, in un'occasione Peterka dimostrò di poter tornare ad alti livelli. Nel 2000, sceso come apripista nella gara di volo con gli sci a Planica, realizzò un salto di 212 metri, che rimase record nazionale sloveno per due anni, fino a quando Robert Kranjec, specialista del volo con gli sci, atterrò a 222,5 metri, sempre a Planica.

### Stagioni 2002-2011

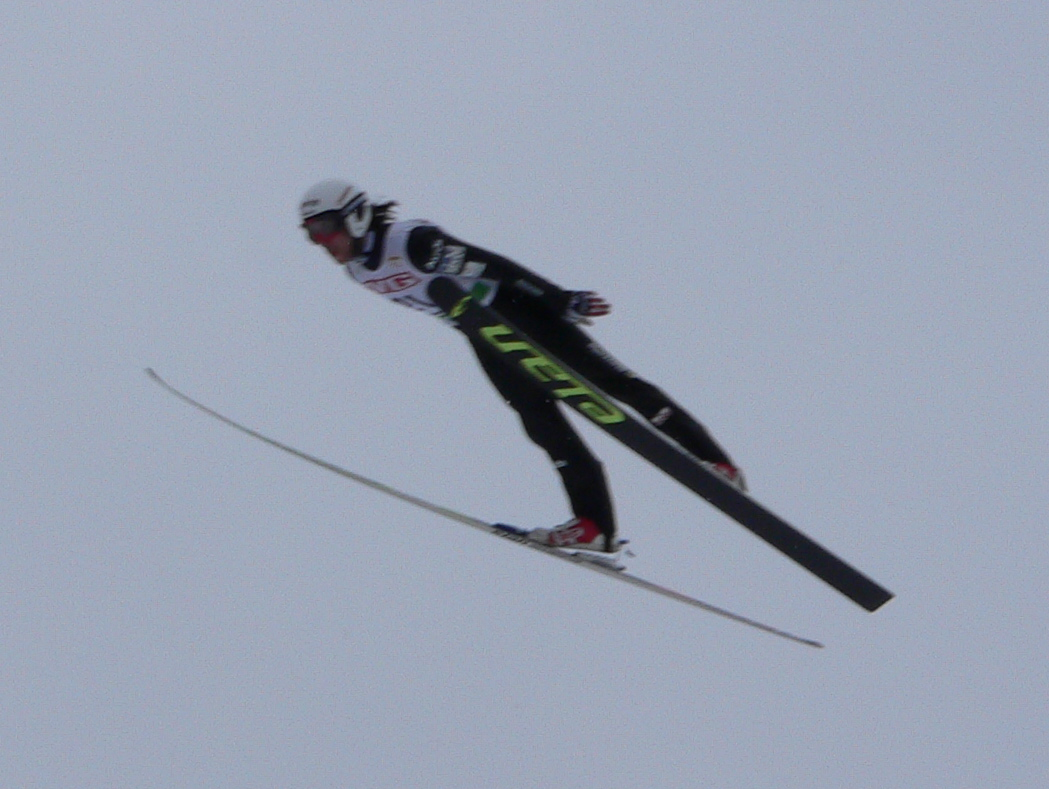
Peterka in gara a Holmenkollen nel 2005

Nella stagione 2001-2002 riuscì a rientrare nell'élite del salto con gli sci. Ai XIX Giochi olimpici invernali di Salt Lake City 2002 fu uno dei componenti del quartetto che vinse la medaglia di bronzo nella gara a squadre, l'unica medaglia slovena di quell'edizione dei Giochi (gli altri componenti della squadra furono Robert Kranjec, Damijan Fras e Peter Žonta); nel trampolino normale fu 10°, nel trampolino lungo 15°.
Tornò alla vittoria in una gara di Coppa del Mondo il 29 novembre 2002, sul trampolino Rukatunturi di Kuusamo (Finlandia). Cominciò bene il 2003 aggiudicandosi la tappa di Capodanno del Torneo dei quattro trampolini, quella di Garmisch-Partenkirchen; tale vittoria rimase il suo ultimo podio individuale nel massimo circuito internazionale.
Ai Mondiali del 2005, sua ultima partecipazione iridata, ha vinto il bronzo per la Slovenia nella gara a squadre dal trampolino normale, assieme a Jure Bogataj, Rok Benkovič e Jernej Damjan; ai XX Giochi olimpici invernali di Torino 2006 fu 30° nel trampolino normale, 34° nel trampolino lungo e 10° nella gara a squadre.
Continuò a gareggiare in Coppa del Mondo fino al 2009 e in competizioni minori fino al 2011, senza più conseguire risultati di rilievo.

## Palmarès

### Olimpiadi
- 1 medaglia:
  - 1 bronzo (gara a squadre a Salt Lake City 2002)

### Mondiali
- 1 medaglia:
  - 1 bronzo (gara a squadre dal trampolino normale a Oberstdorf 2005)

### Mondiali juniores
- 2 medaglie:
  - 1 argento (trampolino normale ad Asiago 1996)
  - 1 bronzo (gara a squadre ad Asiago 1996)

### Coppa del Mondo
- Vincitore della Coppa del Mondo nel 1997 e nel 1998
- Vincitore della Coppa del Mondo di specialità di salto nel 1998
- Vincitore della Coppa del Mondo di volo nel 1997
- 34 podi (32 individuali, 2 a squadre):
  - 15 vittorie (individuali)
  - 12 secondi posti (10 individuali, 2 a squadre)
  - 7 terzi posti (individuali)

#### Coppa del Mondo - vittorie
| Data             | Località               | Nazione   | Trampolino                |
| ---------------- | ---------------------- | --------- | ------------------------- |
| 27 gennaio 1996  | Zakopane               | Polonia   | Wielka Krokiew K116       |
| 13 marzo 1996    | Falun                  | Svezia    | Lugnet K90                |
| 8 dicembre 1996  | Kuusamo                | Finlandia | Rukatunturi K120          |
| 15 dicembre 1996 | Harrachov              | Rep. Ceca | Čerťák K120               |
| 1º gennaio 1997  | Garmisch-Partenkirchen | Germania  | Große Olympiaschanze K115 |
| 11 gennaio 1997  | Engelberg              | Svizzera  | Gross-Titlis-Schanze K120 |
| 12 gennaio 1997  | Engelberg              | Svizzera  | Gross-Titlis-Schanze K120 |
| 9 febbraio 1997  | Tauplitz               | Austria   | Kulm K180                 |
| 13 marzo 1997    | Falun                  | Svezia    | Lugnet K115               |
| 18 gennaio 1998  | Zakopane               | Polonia   | Wielka Krokiew K116       |
| 8 marzo 1998     | Lahti                  | Finlandia | Salpausselkä K116         |
| 11 marzo 1998    | Falun                  | Svezia    | Lugnet K115               |
| 15 marzo 1998    | Oslo                   | Norvegia  | Holmenkollen K112         |
| 29 novembre 2002 | Kuusamo                | Finlandia | Rukatunturi K120          |
| 1º gennaio 2003  | Garmisch-Partenkirchen | Germania  | Große Olympiaschanze K115 |

#### Torneo dei quattro trampolini
- Vincitore del Torneo dei quattro trampolini nel 1997
- 4 podi di tappa[4]:
  - 2 vittorie
  - 1 secondo posto
  - 1 terzo posto

#### Nordic Tournament
- 5 podi di tappa[4]:
  - 4 vittorie
  - 1 terzo posto

## Filmografia
Su Primož Peterka, uno degli sportivi più popolari della Slovenia, sono stati girati due documentari. Entrambi sono opera di Vlado Škafar. Vleci, Primož, del 1997, riguarda la prima parte della sua carriera. Peterka: leto odločitve, del 2002, documenta il percorso di uscita dalla crisi.